# Црни пацов
Црни пацов ( Rattus rattus ), познатији као бродски, кровни или кућни пацов  спада у групу дугорепих глодара и распрострањен је широм света тј. налази се на свим континентима, а сматра се да је центар самог ширења био индијски потконтинент.

## Таксономија
Први назив за ову врсту дао је Карл Лине 1758. године, те је назвао Мus rattus. Сматрало се да постоје сродне врсте овој као што су : Rattus rattus rattus, Rattus rattus alexandrinus и Rattus rattus frugivorus.
Међутим, касније се утврдило да нису у питању различите врсте него да се ради о полиморфизму.

## Опис
Ову врсту карактерише разноврсност боје крзна, које варира од црне до  разних нијанси браон боје, а са трбушне стране су видљиво светлијe нијансе. Средње величине је и достиже тежину од 75g до 230g. Реп им је увек доста дужи од тела и имају поприлично велике и широке уши. Њушка им је благо зашиљена и имају веома кратак животни век од 3 до 5 година.

## Порекло
Дошло је до многобројних проналазака као што су остаци костију у Великој Британији који потичу још из доба норманског освајања.  Током периода холоцена ( геолошка епоха окарактерисана као топли период и топљењем ледника ), ова врста се појавила на Леванту  и забележена је у праисторијској Европи. Тешко је тачно утврдити порекло црног пацова због његовог нестанка, а потом и поновног појављивања и уношења. Према ДНК анализама доказано је да није настао у Европи и да потиче  највероватније из југоисточне Азије тј. Малезије. Сматра се да се ширио Европом путем трговине Римљана са југозападном Индијом која је била главни извор зачина. Због таквог ширења, ова врста је у различитим климатских пределима развила и разне адаптивне карактеристике ради преживљавања датих услова, те су нпр. пацови медитерана отпорнији на многе болести и имају 38 хромоза док су код самог претка гени доста слабији ал имају 42 хромоза. Отпорност на болести код ове врсте значило је уствари задржавање разних врста бактерија у крви, те су пацови сматрани за изазиваче Јустинијанске куге и црне смрти.

## Распрострањење и станиште
Црни пацов је пореклом из Индије, али је сада распрострањен широм света. Ограничен је на топлија подручја у великој мери, будући да је истиснут смеђим пацовима (Rattus norvegicus) у хладнијим крајевима и урбаним срединама. Најчешће се назива и бродским пацовом јер претежно насељава приобална подручја, велике бродове и урбане средине. Често живи на високим местима, као што су горњи спратови зграда или дрвеће у шумовитим пределима. Ретко плива и за разлику од својих блиских сродника, ретко налази дом у канализацији или у воденим подручјима. 

## Репродукција
Врста као што је Rattus rattus формира често веома обимне  друштвене групе које се састоје од великог броја  мужјака и женки. Међутим, као и у свакој групацији постоји неко ко је главни а у овом случају постоји  један доминантан мужјак који касније формира мушку линеарну хијерархију. Претежно су женке агресивније од мужјака. Успешно размножавање током целе године је условљено погодним условима животне средине.

## Исхрана и понашање
Сматрају се сваштоједима, јер једну разноврсну храну као што су стабљике, лишће, гљиве,  разни бескичмењаци, кичмењаци итд. Јако су прилагодљиви условима средине те им није тешко јести било шта што нађу те због тога се сматрају веома флексибилним.Имају тенденцију да се хране након заласка сунца. Црни пацови показују многа деструктивна понашања. Сматрају се штеточинама јер уништавају људске изворе хране и скидају кору са дрвећа. Поседују велику способност пењања да би правили гнезда на већим спратовима зграда. Током пењања реп има велику улогу у одржавању равнотеже. Живи око годину дана у дивљини са годишњом стопом смртности од 91 до 97%. У заточеништву   живи до 4 године.

## Изазивачи болести
Изазивачи су многоброних болести, а специфични су по ширењу бубонске куге (Yersinia pestis )  која је била веома актуелна у средњем веку од које је умрло на милионе људи. Буве које живе на овим пацовима носе бројне болести које могу озбиљно да нашкоде људима, стоци и другим животињама. Ове животиње су деструктивне за усеве, фарме и воћке. Хранећи се житарицама и уринирајући по њима, стварају велики  ризик и штету људима што од заразе што од приноса хране.